# Hindumanes karnatakaensis
Hindumanes karnatakaensis är en spindelart som först beskrevs av Tikader, Biswas 1978.  Hindumanes karnatakaensis ingår i släktet Hindumanes och familjen hoppspindlar. Inga underarter finns listade i Catalogue of Life.